# (3619) Nash
(3619) Nash es un asteroide perteneciente al cinturón de asteroides, descubierto el 2 de marzo de 1981 por Schelte John Bus desde el Observatorio de Siding Spring, Nueva Gales del Sur, Australia.

## Designación y nombre
Designado provisionalmente como 1981 EU35. Fue nombrado Nash en honor al astrónomo estadounidense Douglas B. Nash.